# حيدر جمال
حيدر جاهدويش جمال (بالروسية: Гейдар Джахидович Джемаль)‏ (6 يونيو 1947 - 5 ديسمبر 2016) سياسي وكاتب وفيلسوف وشاعر. هو رئيس اللجنة الإسلامية الروسية الحالي. ولد في 10 يونيو 1947 في موسكو.

## سيرته
ولد في موسكو في 10 يونيو 1947.

## وصلات خارجية
- الموقع الرسمي